# Número do mal
| mal | odioso |
| Os primeiros 16 números do mal e de ódio em binário little-endian. Pode-se ver que ambas as sequências diferem apenas nos bits menos significativos, que formam a sequência de Thue-Morse para o mal, e sua negação para os números odiosos. Os outros bits formam os números pares. |        |

Em teoria dos números, um número do mal é um número inteiro não-negativo que possui um número par de dígitos 1 em sua representação binária. Esses números fornecem as posições dos valores zero na sequência de Thue-Morse, e por esta razão também foram chamados de conjunto de Thue-Morse. Inteiros não negativos que não são maus são chamados de número do ódio.

## Exemplos
Os primeiros números do mal são:
0, 3, 5, 6, 9, 10, 12, 15, 17, 18, 20, 23, 24, 27, 29, 30, 33, 34, 36, 39...

## Somas iguais
A partição dos inteiros não negativos em números do ódio e do mal é a partição única desses números em dois conjuntos que possuem multiconjuntos iguais de somas aos pares.
Como mostrou o matemático do século XIX, Eugène Prouhet, a divisão em números maus e odiosos dos números de {\displaystyle 0} para {\displaystyle 2^{k}-1}, para qualquer {\displaystyle k}, fornece uma solução para o problema de Prouhet-Tarry-Escott de encontrar conjuntos de números cujas somas de potências são iguais até a potência {\displaystyle k}.